# Багдасарова Інгретта Вартанівна
Інгретта Вартанівна Багдасарова (нар. 2 вересня 1936, Тбілісі, Грузинська РСР) — українська науковиця, педіатр-нефролог, доктор медичних наук (1990), професор (1995), Президент Української асоціації нефрологів і фахівців з трансплантації нирки (2009—2017).

## Життєпис
Інгретта Багдасарова у 1959 році закінчила Київський державний медичний інститут, учениця, зокрема, професорки Любові Зельдич.
Після закінчення вишу почала працювала лікаркою (1959—1964, 1970—1974). Потім у 1974 році перейшла на роботу до Інституту урології і нефрології Академії медичних наук Української РСР. Спочатку обіймала посаду молодшого наукового співробітника, потім — старшого наукового співробітника, а згодом — головного наукового співробітника.
У 1991 році була призначена завідувачкою відділу дитячої нефрології Головного дитячого нефролога міністерства охорони здоров'я України. нині — завідувачка відділу дитячої нефрології ДУ «Інститут нефрології НАМН України».

## Наукова діяльність
Працює над розробкою наукових тем патогенетичної імунодепресивної терапії захворювань нирок у дітей; мікробно-запальних та імунокомплексних захворювань нирок у дітей; клінічні організаційні підходи до реабілітації дітей із захворюванням нирок.
Серед учнів Інгретти Багдасарової — професори Дмитро Іванов, Віталій Майданник тощо.